# Памперо (лансер)
Памперо је аргентински самоходни вишецевни бацач ракрта. Развијен је од стране Института ЦИТЕФА по наредби Министарства одбране Аргентине.

## Историја
Историја Аргентинске производње ракета започиње током друге половине 1940-тих. Кордобски Институт за аеротехнику разрадио је прототипе АМ-1 Тáбано, ПТ-1 и др. Интензивнији развој ипроизводња планирани су према програму «Европа» 1967. године. Постоје такви примери технике као што су «Албатрос», «Мартин Ферро», «Мартин Пескадор», «Матого» и СС-50.
Са долазак хунте на власт (Процес народне реорганизације), допринео је развоју и даљем расту војне индустрије. Што је допринело затезању односа са пиночеовим Чилеом.
Производњу је спровела државно предутеће ДГФМ (“Fabrica Militar Fray Luis Beltran”), у фабрици “Фрај Луис Белитран” у граду Росарио. Све у свему, било је израђено 40 примерака. До сердине 1990-тих аргентинска војска u свом саставу имала 30 примерака вишецевних бацача ракета Памперо. До 2010. године у оперативној употреби су остала чеитри инсталације. Постепено се замењују новим (ВБР) ЦП-30 и ЦП-130. иако су ови модели још увек у широкој употреби.

## Опис

### Шасија
Лансер се монтира на шасији Мерцедесовог тернског возила Унимог 416 4х4. Носивост износи 1,5 тона. Подизањ(учвршћивање) омогућавају четири хидраулична подизача, рапоређени су у два пара од којих се први налази напред а други позади.

### Муниција
За гађање циљева употребљава невођене ракете "памперо" калибра 105 mm које се користе за пратеће типове бојевих глава:
- Високо експлозивно парчадна
- Високо есксплозивно парчадна готовим ударним елементима
- Магнетна мина.

Пуњење система се обавља ручно. Кућиште у коме су смештене ракете састоји с из једног дела и израђено је од челика. Четири стабилизатора омогућавају правилан лет ракете.
Институт ЦИТЕФА је развио вођену ракету "памперо" која се може испаљивати са хеликоптера Бел UH-1 Ирокез и авиона "Пукара".

## Корисници
Аргентина
 Филипини